# دوروثي بريدجز
دوروثي بريدجز (بالإنجليزية: Dorothy Bridges)‏ (19 سبتمبر 1915، ورسستر في الولايات المتحدة - 16 فبراير 2009، لوس أنجلوس في الولايات المتحدة)؛كاتِبة، ممثلة وشاعرة أمريكية. درست في جامعة كاليفورنيا.

## روابط خارجية
- دوروثي بريدجز على موقع IMDb (الإنجليزية)
- دوروثي بريدجز على موقع أول موفي (الإنجليزية)
- دوروثي بريدجز على موقع قاعدة بيانات الفيلم (الإنجليزية)
- دوروثي بريدجز على موقع كينوبويسك (الروسية)